# Vibrante simple epiglotal
No se sabe que la vibrante simple epiglotal exista como fonema en ningún idioma. Sin embargo, existe como el alófono vocal intervocálico de la oclusiva epiglotal de otra manera sorda / ʡ / del Dahalo y quizás de otras lenguas. También puede existir en árabe iraquí, donde la consonante 'ayn es demasiado corta para ser una parada epiglotal, pero tiene demasiada explosión para ser una fricativa o aproximante. [2]
No hay un símbolo dedicado para este sonido en el alfabeto fonético internacional, pero se puede transcribir agregando un diacrítico de extra corto al símbolo en cuestión, ⟨ʡ̮⟩. (El diacrítico se coloca aquí en vez de por encima de la letra para evitar la ascensión.)

## Aparición en distintos idiomas
Dahalo: [nd̠oːʡ̮o] barro
- Datos: Q2342591